# Systeemplafond

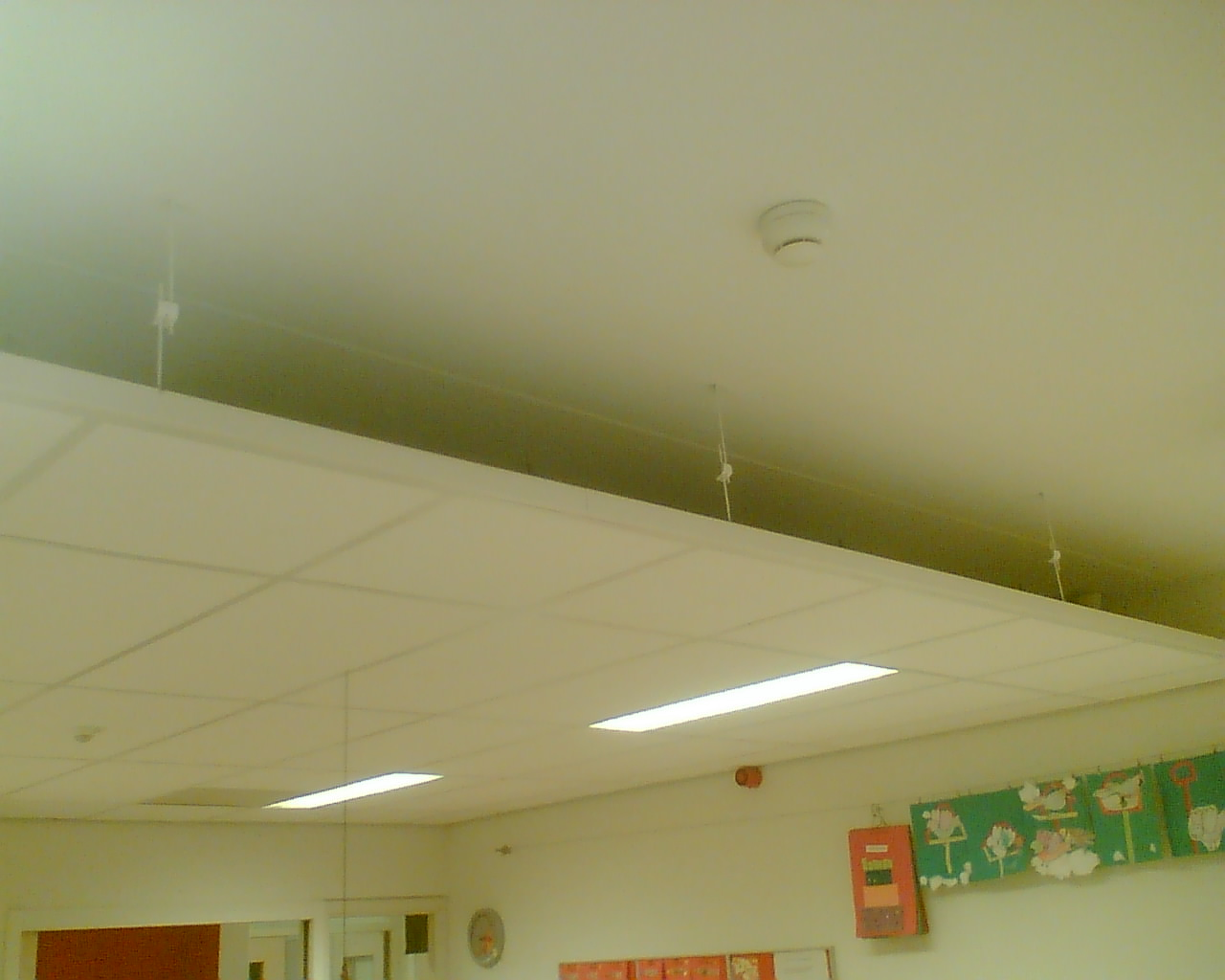
Systeemplafond

Een systeemplafond is een plafond waarbij door middel van plafondplaten en plafondprofielen en een ophangsysteem een vrij toegankelijke ruimte tussen de bovenliggende vloer en het plafond wordt gemaakt. Deze ruimte, ook wel plenum genoemd, wordt gebruikt voor de aanleg van verschillende systeemleidingen zoals elektriciteit, verwarming/ventilatie en riolering.
Door middel van de combinatie van systeemplafondprofielen en -platen kan men de verschillende typen en eigenschappen creëren.

## Typen
- bandrasterplafonds;
- inlegplafonds;
- doorzakplafonds met 24 millimeter profiel;
- doorzakplafonds met 15 millimeter profiel;

## Eigenschappen
- verbeteren van akoestische waarde in de ruimte;
- ruimte bieden aan infrastructuur (leidingen, armaturen, plenumboxen etc.);
- optisch verlagen van zeer hoge ruimten.
- nettere en professionelere uitstraling.
- meer rust creëren in de ruimte. (zowel geluid als zicht)